# Dingtuna (przystanek kolejowy)
Dingtuna (szwedzki: Dingtuna station) – przystanek kolejowy w Dingtuna, w regionie Västmanland, w Szwecji. Znajduje się na Mälarbanan, około 10 km na zachód od Västerås. 
Stary dworzec został otwarty 12 grudnia 1876, w kilka lat po otwarciu linii między Köping–Västerås–Tillberga. Budynek dworca istnieje nadal (2011) w oryginalnym stanie. Budynek dworca jest własnością od 2003 parafii Dingtuna-Lillhärad. 
Ruch pasażerski w Dingtuna wstrzymano w 1966 roku, a towarowy w 1973 roku. Usługi pasażerskie wznowiono w 1995 r., kilka lat po modernizacji  rozbudowie linii Kolbäck–Västerås. Dingtuna obsługiwana jest przez pociągi Tåg i Bergslagen, które kursują między Västerås i Fagersta lub Ludvika przez Bergslagspendeln. Pociągi nie zatrzymują się przy starym budynku dworca, ale na nowych peronach, około 150 metrów na zachód od budynku stacji. 
Film Lotta på Bråkmakargatan był częściowo nagrywany na przystanku Dingtuna.

## Linie kolejowe
- Mälarbanan